# Trioza cinnamomi
Trioza cinnamomi är en insektsart som först beskrevs av Boselli 1930.  Trioza cinnamomi ingår i släktet Trioza och familjen spetsbladloppor. Inga underarter finns listade i Catalogue of Life.